# 俞述祖
俞述祖（？—1352年），字绍芳，元朝庆元象山人。
俞述祖由翰林书写任职期满，调任广东元帅府都事，入朝为国史院编修官，不久出任沔阳府推官。至正十二年（1352年），蕲黄红巾军逼近沔阳州境，俞述祖领民兵守卫绿水洪，全力捍御。兵力不支，沔阳城陷，民兵溃散。俞述祖被擒，押送去见徐寿辉，诱他投降。俞述祖大骂不停，徐寿辉大怒，将他肢解。有子年近五岁，也死难。朝廷得知，追赠奉训大夫、礼部郎中、象山县男。